# Fontinhas
Fontinhas ist eine Gemeinde (Freguesia) im portugiesischen Kreis (Município) Praia da Vitória auf der Azoren-Insel Terceira. In ihr leben 1529 Einwohner (Stand 19. April 2021).